# Veltrac Music Festival
Veltrac Music Festival es un festival musical realizado en Lima, Perú, el cual presenta a bandas de los géneros Indie rock, Rock Alternativo, Indie Pop, Hip-hop alternativo, entre otros, creado por Veltrac Music. Algunos de grupos y artistas que han tocado en las diferentes ediciones del festival han sido MGMT, Franz Ferdinand, Babasónicos, Warpaint, Danny Ocean, etc.

## Historia
El Veltrac Music Festival fue creado el 2018, por la empresa del mismo nombre, Veltrac Music, quienes también han organizado conciertos de grupos como Crystal Castles, Foals, The Drums, Miami Horror, C. Tangana, Slowdive, Phoenix, Tame Impala, entre más bandas de la escena alternativo e indie. Las cuales comúnmente se realizan en el C.C Barranco Arena.

## Ediciones
Veltrac Music Festival 2018
| 8 de noviembre de 2018 Parque de la Exposición Hora de Inicio: 7pm | 8 de noviembre de 2018 Parque de la Exposición Hora de Inicio: 7pm | 8 de noviembre de 2018 Parque de la Exposición Hora de Inicio: 7pm |
| Escenario Veltrac                                                  | Escenario Nacional                                                 | Zona BUDX                                                          |
| ------------------------------------------------------------------ | ------------------------------------------------------------------ | ------------------------------------------------------------------ |
| MGMT                                                               | Tourista                                                           | Dengue Dengue Dengue                                               |
| Babasónicos                                                        | Resplandor                                                         | Matías Aguayo                                                      |
| Warpaint                                                           | Cementerio Inocentes                                               | Neon Dominik                                                       |
| Julien Barbagallo (baterista de Tame impala)                       | City Woods                                                         | Aristidez                                                          |

Veltrac Music Festival 2019
| 7 de noviembre de 2019 Parque de la Exposición Hora de Inicio: 6pm | 7 de noviembre de 2019 Parque de la Exposición Hora de Inicio: 6pm | 7 de noviembre de 2019 Parque de la Exposición Hora de Inicio: 6pm |
| Escenario Scotiabank                                               | Escenario Movistar Música                                          | Domo electrónico Budweiser                                         |
| ------------------------------------------------------------------ | ------------------------------------------------------------------ | ------------------------------------------------------------------ |
| Franz Ferdinand                                                    | Dj Koze                                                            | Cristian Saavedra (Prol)                                           |
| Hot Chip                                                           | Danny Ocean                                                        | Danny EM                                                           |
| Khruangbin                                                         | Javiera Mena                                                       | Sofia Kourtesis                                                    |
| Wanderlust                                                         | Hit La Rosa                                                        |                                                                    |

Veltrac Music Festival 2021
El 2021 fue una edición especial, ya que, aparte de ser el primero después de casi más de un año, se dio a cabo en 4 días, contando con una edición virtual.
en estas ediciones principalmente se dieron charlas y actividades para reactivar los eventos musicales, cabe destacar que se presentaron en aquellas charlas artistas como Rubén Albarrán.
Mientras que en la edición virtual, se presentaron artistas y grupos como:
| CANADÁ (Quebec Creates & M for Montreal) | CANADÁ (CIMA) | COLOMBIA       | PERÚ                |
| ---------------------------------------- | ------------- | -------------- | ------------------- |
| Yoo Doo Right                            | Tallies       | La Muchacha    | Attawalpa           |
| Magi Marlin                              | Sate          | Lika Nova      | Hit La Rosa         |
| Choses Sauvages                          | Softcult      | Oh'laville     | Lunar Pats          |
| Bleu Nuit                                | Aysanabee     | Santiago Navas | Perros Santos       |
|                                          | Flara K       |                | Los Lagartos        |
|                                          |               |                | Da Go               |
|                                          |               |                | Los Estroboscópicos |

Veltrac Music Festival 2023 
| 21 de noviembre de 2023 Costa 21 Hora de Inicio: 2:30 pm | 21 de noviembre de 2023 Costa 21 Hora de Inicio: 2:30 pm | 21 de noviembre de 2023 Costa 21 Hora de Inicio: 2:30 pm |
| Stage B                                                  | Main Stage                                               | Silent Disco                                             |
| -------------------------------------------------------- | -------------------------------------------------------- | -------------------------------------------------------- |
| MNKYBSNSS                                                | Two Door Cinema Club                                     | Hercules and Love Affair                                 |
| Midnight Generation                                      | The Lumineers                                            | Herles                                                   |
| Terno Rei                                                | Monsieur Periné                                          | Leila Budz                                               |
| Foex & Paulopulus                                        | El Zar                                                   | Katsuragi                                                |
|                                                          | La Zorra Zapata                                          | La Chinoise                                              |
|                                                          |                                                          | Make It Funky                                            |
|                                                          |                                                          | Camiis Love                                              |